# Ósvacsákány
Ósvacsákány (szlovákul: Čakanovce) község Szlovákiában, a Kassai kerület Kassa-környéki járásában.

## Fekvése
Kassától 18 km-re északkeletre, az Ósva-patak bal oldalán, annak egyik mellékágának partján található.

## Története
1276-ban „Chakan” néven említik először. 1293-ban Szinyei Péter fia Péter birtoka, a szinyei uradalom része. Péter fia János halála után Erzsébet királyné a szinyei uradalommal együtt Balázs pécsi püspöknek adja, majd 1390-től Perényi Péter birtoka. 1427-ben 20 portát számláltak a faluban, ez mintegy száz lakost jelent. A török időkben a település lakossága jelentősen csökkent, akik a rajtaütések következtében nagyrészt elmenekültek. 1552-ben Losonczi István birtoka mindössze 2 portával. 1565-ben 8 gazdaház és 6 zsellérház állt a faluban. A 16. század végére a reformáció itt is tért hódított. 1746-ban 39 luteránus mellett 16 római katolikus és 8 görögkatolikus lakosa volt.
A 18. század végén Vályi András így ír róla: „CSÁKÁNY. Csákánovce. Tót falu Abauj Vármegyében, földes Ura Keltz Uraság, fekszik a’ Fűzéri járásban, és az Uraságnak Kastéllyával díszesíttetik, mivel minden javai vannak, és Kassa Városának szomszédságában lévén, vagyonnyait jól eladhattya, első Osztálybéli.”
1851-re teljesen szlovák település lett. Fényes Elek 1851-ben kiadott geográfiai szótárában így ír a faluról: „Csákány, (Csakanowce), tót falu, Abauj vmgyében, közel a Sáros vármegyei határszélhez: 60 r. kath., 31 g. kath., 275 evang., 3 ref., 5 zsidó lak. Evang. templom. F. u. g. Forgács.”
Borovszky Samu monográfiasorozatának Abaúj-Torna vármegyét tárgyaló része szerint: „Innen délnek fordulva, a 177 lakossal biró kis Zsir falun keresztül Csákányt érjük. Kis község, 64 házzal, 376 tótajku lakossal. Postája Bődön van. Evangelikus temploma 1500 körül épült. E faluban született a vértanuként elhalt Dessewffy Arisztid 1848/49-iki honvédtábornok. A gróf Forgách családnak egy régi kastélya is van itt, mely azelőtt a Dessewffy családé volt.”
A trianoni diktátumig Abaúj-Torna vármegye Füzéri járásához tartozott.

## Népessége
| Év:            | 1994. | 2004.    | 2014.    | 2024.    |
| -------------- | ----- | -------- | -------- | -------- |
| Emberek száma: | 462   | 559      | 654      | 761      |
| Eltérés:       |       | +20,99 % | +16,99 % | +16,36 % |

| Év:            | 2023. | 2024.   |
| -------------- | ----- | ------- |
| Emberek száma: | 734   | 761     |
| Eltérés:       |       | +3,67 % |

1910-ben 362, túlnyomórészt tót lakosa volt.
2001-ben 534 lakosából 505 szlovák volt.
2011-ben 618 lakosából 455 szlovák és 86 cigány.

## Híres emberek
- Az itteni evangélikus templomban keresztelték meg 1802. június 16-án Dessewffy Arisztid honvédtábornokot, aradi vértanút. Az eseményről a templomban márványtábla emlékezik meg.
- Itt szolgált Munyay Antal Lajos evangélikus lelkész, teológiai tanár, egyházi író.